# Österland
Österland  (o Österlanden) es el nombre de una región histórica de Suecia, utilizado para designar la parte meridional de Finlandia. Cayó gradualmente en desuso ya en el siglo XV. Finlandia siguió siendo una parte del reino sueco — también conocido hoy como Suecia-Finlandia — hasta la Guerra Finlandesa (1808-09), cuando fue cedida al Imperio ruso siendo el territorio autónomo del Gran Ducado de Finlandia. 

## Provincias

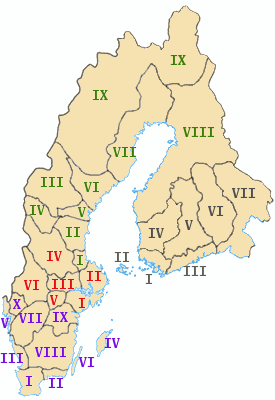
Provincias históricas de Suecia y Finlandia.

Las siguientes siete provincias formaban Österland: 
1. Finlandia Genuina (Varsinais-Suomi, Egentliga Finland)
2. Alandia (Ahvenanmaa, Åland)
3. Nylandia (Uusimaa, Nyland)
4. Satakunta (Satakunta, Satakunda)
5. Tavastia (Häme, Tavastland)
6. Savonia (Savo, Savolax)
7. Carelia (Karjala, Karelen)

## Historia

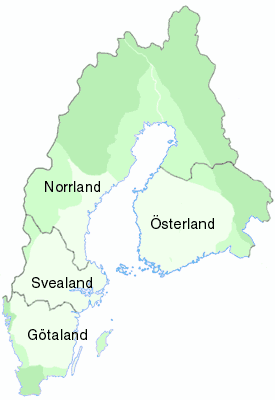
Las regiones tradicionales de Suecia. (Diferentes etapas de expansión señaladas por tonos. Las fronteras son del año 1800. Pomerania excluida.

En el siglo XIII los reyes de la recientemente cristianizada Sueonia incorporaron Finlandia a su Reino bajo la influencia de la Iglesia católica. Los detalles de este proceso no se conocen: el concepto tradicional de tres "cruzadas" ha sido desmantelado por investigaciones modernas. La conquista se llevó a cabo al mismo tiempo o más tarde de la consolidación de Suecia bajo un rey y Österland se consideraba como una parte constitutiva del reino sueco, si bien su represención en las elecciones de los reyes suecos fue por vez primera el 15 de febrero de 1362 (cuando Haakon Magnusson fue elegido como corregente de su padre). 
Muchos colonos suecos se trasladaron a la zona occidental y sur de las costas de Österland (actualmente Finlandia) durante el siglo XIII. No hay pruebas concluyentes, arqueológicas o toponimicas, de habla de antiguo nórdico de los habitantes de la región salvo en las islas Åland. 
Algunas interpretaciones sostienen que la parte «Vendes» del escudo de armas de los Reyes de Suecia (Tre Kronor (Las Tres Coronas)) —Rey de los Sueones, Gautas y Vendes, en sueco «Svears, Götars och Venders konung»— significaría Finlandia, ya que la forma Findland es muy semejante a Vindland. Por lo tanto, la Österland (las partes habitadas en la época medieval de Finlandia) serían ese tercer reino que formaba parte de los dominios suecos. 
En 1581, las provincias de la zona fueron declarados como Gran Principado por el rey Juan III de Suecia, a quien siendo todavía príncipe en 1556, se le había concedido parte de ese territorio como ducado, de forma similar a otros gobernados por sus hermanos. La creación de ese Ducado fue una de las causas principales de la guerra civil entre los hijos del difunto rey Gustavo I de Suecia, y no tuvo efectos duraderos, mientras que el titular del Gran Principado duró más de dos siglos y, finalmente, evolucionó hasta convertirse en un Estado autónomo en su tercer siglo.